# Flaga Scilly
Flaga Scilly, znana także jako Scillonian Cross – jeden z symboli wysp Scilly w postaci flagi, ustanowiony w lutym 2002 r.

## Historia
W styczniu i lutym 2002 r. „Scilly News” i jego czytelnicy zainicjowali kampanię, która miała na celu ustanowienie flagi dla archipelagu wysp Scilly. Czasopismo opublikowało kilka propozycji i zorganizowano głosowanie, podczas którego mieszkańcy wybrali elementy, które miałaby zawierać potencjalna flaga. Następnie odbyło się lokalne referendum, w trakcie którego spośród dziewięciu projektów wybrano projekt Scillonian Cross (uzyskał on ok. 50% głosów).

## Opis
Flaga ma formę prostokąta o wymiarach 3:5, z białym krzyżem na pomarańczowo-niebieskim tle. W prawym górnym rogu umieszczono pięć białych gwiazd.
Kolor pomarańczowy symbolizuje zachody słońca, z których słyną wyspy, niebieski reprezentuje morze, a gwiazdy symbolizują główne wyspy archipelagu Scilly.